# Emmanuel Latte Lath
Emmanuel Latte Lath (Marcory, 1 de enero de 1999) es un futbolista marfileño. Juega de delantero y su equipo es el Atlanta United F. C. de la Major League Soccer estadounidense.

## Trayectoria
Tras un exitoso año en el Primavera del Atalanta B. C., fue promovido al primer equipo en la temporada 2016-17.
Debutó con el Atalanta el 13 de agosto de 2016 en la victoria por 3-0 sobre la U. S. Cremonese por Copa Italia. El 11 de enero de 2017 anotó su primer gol para el club contra la Juventus de Turín, en la derrota por 3-2 también por Copa Italia.
El resto de su estadía en el equipo, fue enviado a préstamo a clubes italianos, así como el 2 de julio de 2022 al F. C. St. Gallen de la Superliga de Suiza.

## Estadísticas
Actualizado al último partido disputado el 19 de julio de 2025.
| Club                                | Div.          | Temporada     | Liga  | Liga  | Copas nacionales | Copas nacionales | Copas internacionales | Copas internacionales | Total | Total |
| Club                                | Div.          | Temporada     | Part. | Goles | Part.            | Goles            | Part.                 | Goles                 | Part. | Goles |
| ----------------------------------- | ------------- | ------------- | ----- | ----- | ---------------- | ---------------- | --------------------- | --------------------- | ----- | ----- |
| Atalanta B. C. · Italia             | 1.ª           | 2016-17       | 0     | 0     | 3                | 1                | —                     | —                     | 3     | 1     |
| Atalanta B. C. · Italia             | Total club    | Total club    | 0     | 0     | 3                | 1                | 0                     | 0                     | 3     | 1     |
| Delfino Pescara 1936 · Italia       | 2.ª           | 2017-18       | 0     | 0     | 0                | 0                | —                     | —                     | 0     | 0     |
| Delfino Pescara 1936 · Italia       | Total club    | Total club    | 0     | 0     | 0                | 0                | 0                     | 0                     | 0     | 0     |
| U. S. Pistoiese 1921 · Italia       | 3.ª           | 2018-19       | 18    | 2     | 1                | 0                | —                     | —                     | 19    | 2     |
| U. S. Pistoiese 1921 · Italia       | Total club    | Total club    | 18    | 2     | 1                | 0                | 0                     | 0                     | 19    | 2     |
| Carrarese Calcio · Italia           | 3.ª           | 2018-19       | 17    | 0     | 2                | 1                | —                     | —                     | 19    | 1     |
| Carrarese Calcio · Italia           | Total club    | Total club    | 17    | 0     | 2                | 1                | 0                     | 0                     | 19    | 1     |
| Imolese Calcio 1919 · Italia        | 3.ª           | 2019-20       | 19    | 2     | 4                | 1                | —                     | —                     | 23    | 3     |
| Imolese Calcio 1919 · Italia        | Total club    | Total club    | 19    | 2     | 4                | 1                | 0                     | 0                     | 23    | 3     |
| U. S. Pianese · Italia              | 3.ª           | 2019-20       | 5     | 0     | 0                | 0                | —                     | —                     | 5     | 0     |
| U. S. Pianese · Italia              | Total club    | Total club    | 5     | 0     | 0                | 0                | 0                     | 0                     | 5     | 0     |
| Aurora Pro Patria 1919 · Italia     | 3.ª           | 2020-21       | 34    | 9     | 2                | 2                | —                     | —                     | 36    | 11    |
| Aurora Pro Patria 1919 · Italia     | Total club    | Total club    | 34    | 9     | 2                | 2                | 0                     | 0                     | 36    | 11    |
| SPAL · Italia                       | 2.ª           | 2021-22       | 18    | 3     | 1                | 0                | —                     | —                     | 19    | 3     |
| SPAL · Italia                       | Total club    | Total club    | 18    | 3     | 1                | 0                | 0                     | 0                     | 19    | 3     |
| F. C. St. Gallen · Suiza            | 1.ª           | 2022-23       | 31    | 14    | 3                | 2                | —                     | —                     | 34    | 16    |
| F. C. St. Gallen · Suiza            | Total club    | Total club    | 31    | 14    | 3                | 2                | 0                     | 0                     | 34    | 16    |
| Middlesbrough F. C. Inglaterra      | 2.ª           | 2023-24       | 30    | 16    | 6                | 2                | —                     | —                     | 36    | 18    |
| Middlesbrough F. C. Inglaterra      | 2.ª           | 2024-25       | 29    | 11    | 2                | 0                | —                     | —                     | 31    | 11    |
| Middlesbrough F. C. Inglaterra      | Total club    | Total club    | 59    | 27    | 8                | 2                | 0                     | 0                     | 67    | 29    |
| Atlanta United F. C. Estados Unidos | 1.ª           | 2025          | 22    | 7     | —                | —                | 0                     | 0                     | 22    | 7     |
| Atlanta United F. C. Estados Unidos | Total club    | Total club    | 22    | 7     | 0                | 0                | 0                     | 0                     | 22    | 7     |
| Total carrera                       | Total carrera | Total carrera | 223   | 64    | 24               | 9                | 0                     | 0                     | 247   | 73    |
| 1.                                  |               |               |       |       |                  |                  |                       |                       |       |       |

## Palmarés

### Distinciones individuales
| Distinción                                      | Año  |
| ----------------------------------------------- | ---- |
| Jugador del mes de abril de la EFL Championship | 2024 |